# Papo
Papo is een Franse firma, gevestigd in de Parijse voorstad Évry-Courcouronnes, die speelgoeddieren en kunststofpoppetjes maakt. De firma begon in 1983 met een klein aanbod van drie thema's, te weten sprookjes, middeleeuwen en cowboys. Het huidige management nam de zaak over in 1994 en breidde het aanbod uit met klassieke thema's en figuren onder licentie (bijvoorbeeld Batman). Mede dankzij dit succes kon men ook dieren gaan produceren. Het huidige aanbod bestaat uit meer dan 500 figuren.
De menselijke figuurtjes zijn 8 1/4 cm hoog en gemaakt van pvc.